# Franz-Michael Elsen
Franz-Michael Elsen (* 11. Juli 1906 in München; † 25. Februar 1980 ebenda) war ein deutscher Politiker (CSU).

## Leben und Beruf
Elsen, der römisch-katholischen Glaubens war, besuchte nach absolvierter Mittelschule zunächst die Landwirtschaftsschule in Haßfurt. Nach einer bestandenen Begabtenprüfung studierte er Landwirtschaft, Tiermedizin und Volkswirtschaftslehre an den Universitäten in München und Erlangen. Seit 1926 war er Mitglied der katholischen Studentenverbindung KDStV Tuiskonia München im CV. Nach der Diplomprüfung war er ab 1934 für die Bayerische Staatsbank tätig. 1937 wechselte er in die Fürstlich Löwenstein-Rosenbergsche Verwaltung, wo er als Gutsverwalter tätig war. Von 1943 bis 1945 nahm er als Soldat am Zweiten Weltkrieg teil. Nach Kriegsende trat er erneut in die Dienste der Bayerischen Staatsbank, in der er von 1959 bis zu seinem Eintritt in den Ruhestand 1971 als Direktor tätig war.

## Politik
Elsen engagierte sich vor 1933 in der Jugendorganisation der BVP. In den letzten Kriegswochen war er in der Freiheitsaktion Bayern aktiv. Nach dem Krieg trat er der CSU bei und war von 1949 bis 1952 deren Landesschatzmeister.
Als Nachfolger von Johannes Semler gehörte Elsen vom 26. Februar 1948 bis 1949 dem Wirtschaftsrat der Bizone an. Er war dort Vorsitzender der Ruhrkohlenkommission. Zudem war er Mitglied der ersten Bundesversammlung, die 1949 Theodor Heuss zum ersten deutschen Bundespräsidenten wählte. Von 1950 bis 1966 gehörte er dem Bayerischen Landtag an. Dort war er von 1950 bis 1954 Vorsitzender des Untersuchungsausschusses zur Prüfung von Kreditfällen und von 1955 bis 1958 Vorsitzender der Kommission zur Prüfung der Staatsbürgschaften.
Vom 18. Dezember 1957 bis 1962 war Elsen nichtberufsrichterliches Mitglied des Bayerischen Verfassungsgerichtshofes. Von 1958 bis 1966 gehörte er der Deutschen Atomkommission an.

## Auszeichnungen
- 1960: Großes Silbernes Ehrenzeichen für Verdienste um die Republik Österreich[3]
- Ehrendoktorwürde der tierärztlichen Fakultät der Universität München
- 1965: Ehrenbürger der Technischen Hochschule München[4]